# Reform Act 1832

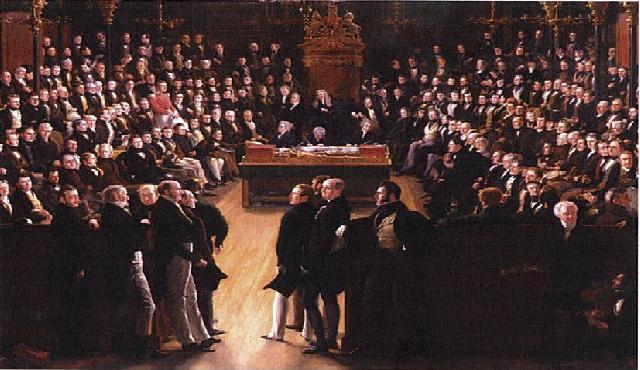
Erste Sitzung des nach dem Reform Act von 1832 neu gewählten House of Commons am 5. Februar 1833 in der St. Stephen’s Chapel (Gemälde von George Hayter)

Der britische Reform Act von 1832, auch als Great Reform Act bezeichnet, war ein Gesetz, mit dem die Wahlkreiseinteilung für die Wahl des britischen Parlaments zum ersten Mal seit fast 150 Jahren geändert wurde.

## Geschichte
Nötig geworden waren die Änderungen vor allem durch das Phänomen der rotten boroughs („verfaulte Bezirke“) – Wahlkreise, deren Wählerzahl im Verlauf der Jahre durch das Zensuswahlrecht so stark gesunken war, dass die wenigen verbliebenen Wählerstimmen im Parlament weit übergewichtet waren. Besondere öffentliche Empörung erregten die Beispiele Gatton und Old Sarum mit sieben bzw. elf verbliebenen Wählern, die recht offen auch an Politiker „verkauft“ wurden, die sich ein garantiertes Mandat sichern wollten (wo sie durch Korruption die hohen eingesetzten Summen wieder erwirtschaften konnten).
Eine Änderung der alten Wahlkreiseinteilung war seit längerem aus vielerlei Gründen umstritten; für die Zeitgenossen im späten 18. Jahrhundert war es selbstverständlich, dass die Glorious Revolution ein perfektes politisches Gleichgewicht geschaffen hatte, was dem Land in der Folge eine lange innere Friedensphase und einen starken Aufschwung ermöglicht hätte. Alle Änderungen am geschaffenen System waren deshalb umstritten. Dazu kam die Opposition der Vorteilsnehmer durch die rotten boroughs, die sich ihre Pfründe sicher wollten.
Die Tories, die ähnliche Reformvorhaben zuvor blockiert hatten, bekämpften auch diese Vorlage. Nach der ersten Lesung am 14. März 1831 waren die persönliche Einflussnahme von König Wilhelm IV., der Rücktritt der Whig-Regierung unter Earl Grey und Neuwahlen erforderlich, bis das Gesetz schließlich am 7. Juni 1832 in der dritten Lesung im House of Commons mit einer Mehrheit von einer Stimme angenommen wurde.
Aus historischen Gründen besaßen gewisse englische Boroughs das Recht, zwei Abgeordnete ins Parlament zu entsenden, während jeweils der gesamte Rest jedes einzelnen Countys ein einziger Wahlkreis (constituency) war, meistens mit ebenfalls zwei Abgeordneten. Mit den Jahren waren durchaus einige wenige Boroughs hinzugefügt oder entfernt worden. Doch der Reform Act ermöglichte erstmals überhaupt eine grundlegende Änderung der Wahlkreiseinteilung. Viele Städte, die erst während der Industrialisierung entstanden und nicht im Parlament vertreten waren, erhielten das Recht, ihre eigenen Abgeordneten zu wählen. Dagegen verloren zahlreiche rotten boroughs ihren Sitz.
Mit dem neuen Gesetz erhöhte sich auch die Anzahl der Wahlberechtigten von 435.000 auf 652.000 (rund ein Siebtel der männlichen Bevölkerung). Davon profitieren konnten vor allem wohlhabende Stadtbewohner, die eine jährliche Miete von mehr als 10 Pfund Sterling (2023 etwa 850 Pfund Sterling) bezahlten. Dadurch verschob sich das politische Gewicht vom ländlichen, aristokratisch geprägten Süden zu den neuen Großstädten im Norden. Es wurden 58 rotten boroughs aufgelöst und Boroughs mit weniger als 4.000 Einwohnern mussten einen ihrer zwei Sitze aufgeben.
In Schottland gab es nur wenige Änderungen. Sechs kleinere Counties wurden zu drei Wahlkreisen zusammengefasst. Edinburgh und Glasgow hatten nun zwei Abgeordnete, Aberdeen, Dundee, Greenock, Paisley und Perth je einen. In Irland gab es überhaupt keine Veränderung.
Auch nach dem „Great Reform Act“ blieb die Gentry, der englische Landadel, die politisch maßgebliche Klasse. Premierminister John Russell hatte gehofft, dass weitere Reformen nicht mehr notwendig sein würden, doch der Druck der Öffentlichkeit führte zu weiteren großen Veränderungen wie dem Reform Act 1867.

## Aufgehobenerotten boroughs
Die folgenden Wahlkreise wurden durch dieses Gesetz aufgelöst und in die umgebenden Counties integriert:
| - Aldborough, North Riding of Yorkshire - Aldeburgh, Suffolk - Amersham, Buckinghamshire - Appleby-in-Westmorland, Westmorland - Beeralston, Devon - Bishops Castle, Shropshire - Bletchingley, Surrey - Boroughbridge, North Riding of Yorkshire - Bossiney, Cornwall - Brackley, Northamptonshire - Bramber, Sussex - Callington, Cornwall - Camelford, Cornwall - Castle Rising, Norfolk - Corfe Castle, Dorset - Downton, Wiltshire - Dunwich, Suffolk - East Grinstead, Sussex - East Looe, Cornwall | - Fowey, Cornwall - Gatton, Surrey - Bedwin, Wiltshire - Haslemere, Surrey - Hedon, East Riding of Yorkshire - Heytesbury, Wiltshire - Higham Ferrers, Northamptonshire - Hindon, Wiltshire - Ilchester, Somerset - Lostwithiel, Cornwall - Ludgershall, Wiltshire - Milborne Port, Somerset - Minehead, Somerset - New Romney, Kent - Newport, Cornwall - Newton, Lancashire - Newtown, Isle of Wight - Okehampton, Devon - Old Sarum, Wiltshire | - Orford, Suffolk - Plympton, Devon - Queenborough, Kent - Saltash, Cornwall - Seaford, Sussex - St Germans, Cornwall - St Mawes, Cornwall - St Michael’s, Cornwall - Steyning, Sussex - Stockbridge, Hampshire - Tregony, Cornwall - West Looe, Cornwall - Wendover, Buckinghamshire - Weobley, Herefordshire - Whitchurch, Hampshire - Winchelsea, Sussex - Wootton Bassett, Wiltshire - Yarmouth, Isle of Wight |

## Reduzierte Vertretung
Die folgenden Boroughs entsandten nur noch einen Abgeordnete statt wie bisher zwei:
| - Andover, Hampshire - Ashburton, Devon - Berwick-upon-Tweed, Northumberland - Bridgwater, Somerset - Christchurch, Dorset - Dartmouth, Devon - Droitwich Spa, Worcestershire - Grimsby, Lincolnshire - Helston, Cornwall - Honiton, Devon - Hythe, Kent - Lancaster, Lancashire - Launceston, Cornwall - Liskeard, Cornwall - Lyme Regis, Dorset | - Malmesbury, Wiltshire - Midhurst, Sussex - Monmouth, Monmouthshire - Morpeth, Northumberland - Northallerton, North Riding of Yorkshire - Peterborough, Northamptonshire - Rye, Sussex - Shaftesbury, Dorset - St Ives, Cornwall - Thirsk, North Riding of Yorkshire - Wallingford, Oxfordshire - Wareham, Dorset - Wiltshire, Wiltshire - Wilton, Wiltshire - Woodstock, Oxfordshire |

Weymouth und Melcombe Regis in Dorset hatten zuvor gemeinsam vier Abgeordnete gewählt, dies wurde auf zwei reduziert.

## Neue Boroughs
Folgende Boroughs wurden als neue Wahlkreise eingerichtet:

### Boroughs mit einem Abgeordneten
| - Ashton-under-Lyne, Lancashire - Birkenhead, Cheshire - Bury, Lancashire - Chatham, Kent - Cheltenham, Gloucestershire - Dudley, Worcestershire - Frome, Somerset - Gateshead, County Durham - Huddersfield, West Riding of Yorkshire - Kendal, Westmorland | - Kidderminster, Worcestershire - Rochdale, Lancashire - South Shields, County Durham - Salford, Lancashire - Tynemouth, Northumberland - Wakefield, West Riding of Yorkshire - Walsall, Staffordshire - Warrington, Lancashire - Whitby, North Riding of Yorkshire |

### Boroughs mit zwei Abgeordneten
| - Birmingham, Warwickshire - Blackburn, Lancashire - Bolton, Lancashire - Bradford, West Riding of Yorkshire - Devonport, Devon - Greenwich, Kent - Halifax, West Riding of Yorkshire - Lambeth, Surrey - Leeds, West Riding of Yorkshire - Macclesfield, Cheshire | - Manchester, Lancashire - Marylebone, Middlesex - Retford, Nottinghamshire - Sheffield, West Riding of Yorkshire - Stoke-on-Trent, Staffordshire - Stroud, Gloucestershire - Sunderland, County Durham - Tower Hamlets, Middlesex - Wolverhampton, Staffordshire |

## Geteilte Counties
Die folgenden Counties wurden in zwei Wahlkreise mit je zwei Abgeordneten geteilt:
| - Cheshire (Northern und Southern) - Cornwall (Eastern und Western) - Cumberland (Eastern und Western) - Derbyshire (Northern und Southern) - Devon (Northern und Southern) - Durham (Northern und Southern) - Essex (Northern und Southern) - Gloucestershire - Hampshire (Northern und Southern) | - Kent (Eastern und Western) - Lancashire (Northern und Southern) - Leicestershire (Northern und Southern) - Lincolnshire (Parts of Kesteven and Holland und Parts of Lindsey) - Norfolk (Eastern und Western) - Northamptonshire (Northern und Southern) - Northumberland (Northern und Southern) - Nottinghamshire (Northern und Southern) - Shropshire (Northern und Southern) | - Somerset (Eastern und Western) - Staffordshire (Northern und Southern) - Suffolk (Eastern und Western) - Surrey (Eastern und Western) - Sussex (Eastern und Western) - Warwickshire (Northern und Southern) - Wiltshire (Northern und Southern) - Worcestershire |

### Weitere Änderungen
Die Isle of Wight, die vorher drei kleine Boroughs mit je einem Abgeordneten besaß, entsandte nur noch einen einzigen Abgeordneten.
Yorkshire, das vorher vier Abgeordnete entsandte, erhielt zwei Abgeordnete für jeden der drei Ridings: East Riding, North Riding und West Riding.
Die Anzahl der Sitze für Berkshire, Buckinghamshire, Cambridgeshire, Dorset, Herefordshire und Hertfordshire wurde von zwei auf drei erhöht.

## Quelle
- An Act to amend the Representation of the People in England and Wales, 7. Juni 1832. In: Hansard’s Parliamentary Debates. Third Series, Bd. 13, London 1833, S. 33–68 (das Gesetz der Wortlaut).